# Самохін Валерій Борисович
Само́хін Вале́рій Бори́сович (нар. 8 липня 1947, Кам'янка-Дніпровська, Запорізька область, СРСР — 27 лютого 2015) — радянський футболіст, воротар. Відомий завдяки виступам за київське «Динамо», московський «Локомотив» та низку український клубів. Володар Кубка СРСР (1974), призер чемпіонатів країни. Майстер спорту СРСР (1972).

## Життєпис
Валерій Самохін — вихованець запорізького футболу, однак до основного складу місцевого «Металурга» пробитися так і не зумів. У віці 22 років перейшов до складу одеського СКА. У цьому колективі він зіграв 69 матчів за два сезони. Особливо вдалим для нього став чемпіонат у другій групі класу «А», в якому Самохін виступив із середнім показником менше одного пропущеного м’яча за гру: у 29 іграх – 23 м’ячі.
Відслуживши термін в армії, разом з тренером Анатолієм Зубрицьким він переїхав до Кривого Рогу, де продовжив виступи у «Кривбасі». З командою він став чемпіоном УРСР, а у 1972-1975 роках грав за «Динамо» (Київ).

## Досягнення
- Володар Кубка СРСР (1): 1974
- Фіналіст Кубка СРСР (1): 1973
- Срібний призер чемпіонату СРСР (2): 1972, 1973
- Провів по два матчі у чемпіонський сезонах «Динамо» (2): 1974, 1975
- Чемпіон 1 зони другої ліги чемпіонату СРСР (1): 1971
- Майстер спорту СРСР (1972)